# Новожитловка (Криничанский район)
Новожитловка (укр. Новожитлівка) — село,
Кудашевский сельский совет,
Криничанский район,
Днепропетровская область,
Украина.
Код КОАТУУ — 1222083506. Население по переписи 2001 года составляло 167 человек.

## Географическое положение
Село Новожитловка находится на правом берегу безымянной речушки,
выше по течению примыкает село Кудашевка,
ниже по течению на расстоянии в 4 км расположено село Новогуровка.
Рядом проходят автомобильная дорога Т-0432 и
железная дорога, станция Кудашевка в 2-х км.